# Vallée de l'Ourthe entre La Roche et Hotton
Vallée de l'Ourthe entre La Roche et Hotton este o arie protejată (arie specială de conservare — SAC, sit de importanță comunitară — SCI, arie de protecție specială avifaunistică — SPA) din Belgia întinsă pe o suprafață de 603,86 ha, integral pe uscat.

## Localizare
Centrul sitului Vallée de l'Ourthe entre La Roche et Hotton este situat la coordonatele 50°14′07″N 5°30′17″E / 50.235194°N 5.504853°E.

## Înființare
Situl Vallée de l'Ourthe entre La Roche et Hotton a fost declarat arie de protecție specială avifaunistică în aprilie 2016 pentru a proteja 24 de specii de animale. Alte tipuri de protecție:
- sit de importanță comunitară (în octombrie 2002)
- arie specială de conservare (în aprilie 2016)[1][3][4]

## Biodiversitate
Situată în ecoregiunea continentală, aria protejată conține 15 habitate naturale: Cursuri de apă de la nivel de câmpie la nivel montan, cu vegetație Ranunculion fluitantis și Callitricho-Batrachion, Pajiști carstice calcaroase sau bazofile, de Alysso-Sedion albi, Pajiști uscate seminaturale și facies de acoperire cu tufișuri pe substraturi calcaroase (Festuco-Brometalia) (* situri importante pentru orhidee), Liziere de ierburi înalte hidrofile de câmpie și de nivel montan până la alpin, Fânețe de joasă altitudine (Alopecurus pratensis, Sanguisorba officinalis), Grohotișuri silicioase medio-europene, la altitudine înaltă, Pante stâncoase calcaroase cu vegetație casmofită, Pante stâncoase silicioase cu vegetație casmofită, Peșteri inaccesibile publicului, Păduri de fag Luzulo-Fagetum, Păduri de fag Asperulo-Fagetum, Păduri de fag din Europa Centrală dezvoltate pe sol calcaros cu Cephalanthero-Fagion, Păduri de stejar sau de stejar și carpen sub-atlantice și medio-europene de Carpinion betuli, Păduri pe pante, grohotișuri și ravene de Tilio-Acerion, Păduri aluvionare cu Alnus glutinosa și Fraxinus excelsior (Alno-Padion, Alnion incanae, Salicion albae).
La baza desemnării sitului se află mai multe specii protejate:
- păsări (13): pescăruș albastru (Alcedo atthis), buha (Bubo bubo), barză neagră (Ciconia nigra), erete vânăt (Circus cyaneus), ciocănitoarea de stejar (Dendrocopos medius), ciocănitoare neagră (Dryocopus martius), egretă albă (Egretta alba), becațină comună (Gallinago gallinago), sfrâncioc roșiatic (Lanius collurio), sfrâncioc mare (Lanius excubitor), vultur pescar (Pandion haliaetus), viespar (Pernis apivorus), lăstun de mal (Riparia riparia)
- mamifere (6): castor (Castor fiber), vidră de râu (Lutra lutra), liliac cu urechi mari (Myotis bechsteinii), liliac cărămiziu (Myotis emarginatus), liliac comun (Myotis myotis), liliacul mare cu potcoavă (Rhinolophus ferrumequinum)
- nevertebrate (3): fluturele-tigru (Callimorpha quadripunctaria), Oxygastra curtisii, Unio crassus
- pești (2): mreană (Barbus barbus), zglăvoacă (Cottus gobio)

Pe lângă speciile protejate, pe teritoriul sitului au mai fost identificate 6 specii de plante, 2 specii de amfibieni, 11 specii de mamifere, 4 specii de nevertebrate, 2 specii de reptile.